# Jean-Claude Viany
Jean-Claude Viany, né à Aix-en-Provence le 18 janvier 1639 d'un deuxième lit de Jacques Viany, avocat, et mort dans la même ville le 16 mars 1726. Il a pour demi-frère d'un premier lit Pierre Viany (1632-1700), chapelain de l'ordre de Saint-Jean de Jérusalem et prieur de l'église Saint-Jean à La Valette. Jean-Claude Viany est lui prieur de la collégiale Saint-Jean d'Aix-en-Provence. Il est nommé à sa charge par le grand maître Nicolas Cottoner y de Oleza le 22 avril 1667 ; il en prend possession le 15 juin 1667.
Ayant une haute estime de sa charge, il améliore, transforme et décore l'église prieurale dès 1670 ; la construction d'un palais destiné à son usage et au chapitre de l'ordre des Hospitaliers en 1671. Ces travaux sur l'église durent jusqu'en 1695. Pour financer ces embellissements, il lot les terrains de l'Ordre qui entourent l'église ; Viany veut créer « Ville-Viany ». Souvent en opposition avec ses supérieurs, ceux-ci refusent finalement cette marque d'orgueil par une délibération du chapitre provincial du grand prieuré de Saint-Gilles du 2 mai 1689 et ordonnent de rayer l'appellation de Ville-Viany dans tous les actes où elle serait citée.
Viany obtient du pape Innocent XII, le 10 mai 1698, la nomination à ses côtés de son neveu Jacques-Christophle Viany comme coadjuteur. 
De plus en plus contesté, il doit finalement démissionner de sa charge en 1720 dès le début de la maîtrise du nouveau grand maître Marc'Antonio Zondadari.